# 颱風巨爵 (2009年)
颱風巨爵（國際編號：0915，聯合颱風警報中心：16W，菲律賓大氣地球物理和天文服務管理局：Nando）為2009年太平洋颱風季第15個被命名的熱帶氣旋。「巨爵」（日语：コップ）是由日本於2000年提供的西北太平洋熱帶氣旋名字，意指巨爵星座（巨爵一詞在葡萄牙文中解作杯子）。

## 氣象歷史
早於9月9日，一道廣闊雲帶於帕勞西北約370公里處形成，不久後其中心氣壓下降，一熱帶擾動於9月10日形成，再在9月11日被日本氣象廳為它發出首個警告。9月12日下午4時再被香港天文台升格為熱帶低氣壓。香港天文台和中國氣象局於9月13日晚上8時40分率先為它升級為熱帶風暴，日本氣象廳於翌日凌晨2時才為它升格，並更名巨爵。
自此之後，巨爵開始急劇增強，同日上午11時，日本氣象廳把巨爵升格為強烈熱帶風暴。天文台則在15分鐘前，即在上午10時45分把巨爵升為強烈熱帶風暴，隨後於同日下午5時45分把巨爵升為颱風。在登陸江門市上川島前，最高持續風速高達每小時120公里，瞬間最大陣風更高達每小時175公里。
9月15日，巨爵掠過上川島並登陸廣東西部，天文台在上午10時45分把巨爵降級為強烈熱帶風暴，再於下午3時45分把巨爵降為熱帶風暴。

## 影響

### 菲律賓
巨爵自2009年9月11日在菲律宾吕宋近海生成后给该国带来连续暴雨，多处道路、桥梁因出现险情而中断。在碧瑶市，暴雨引发山体滑坡，已有数千人滞留在中断的公路上。

### 香港
- 當地發出之最高熱帶氣旋警告信號： 八號東北烈風或暴風信號 /  八號東南烈風或暴風信號
- 最接近當地時間：2009年9月15日凌晨1時
- 最接近當地位置：香港之西南偏南約130公里

巨爵在9月13日凌晨5時進入距離香港800公里範圍，受巨爵的下沉氣流影響，香港天氣酷熱，天文台一度發出酷熱天氣警告。晚上，酷熱天氣引發強烈對流，一個強烈雷雨區橫掃香港，香港受大雨及狂風雷暴影響，香港天文台在晚上7時15分發出黃色暴雨警告信號，至晚上8時半取消。天文台隨即在晚上8時35分發出一號戒備信號，並表示位於南海北部的熱帶低氣壓已增強成熱帶風暴，當時巨爵集結在香港之東南約520公里。
9月14日，巨爵急劇增強並改向偏北移動，香港風勢增強，離岸及高地吹強風。天文台在上午11時15分發出三號強風信號，當時巨爵集結在香港之東南偏南約280公里，並增強成強烈熱帶風暴。香港吹東北強風，天文台在上午11時45分指黃昏前後考慮是否發出八號信號。隨著巨爵進一步增強，天文台在下午4時正發出「熱帶氣旋之特別報告」，宣佈將於下午6時或之前發出八號熱帶氣旋警告信號，及後於下午5時55分發出八號東北烈風或暴風信號，當時巨爵集結在香港之東南偏南約180公里，並爆發增強成颱風。香港風力進一步增強，吹東至東北烈風，離岸及高地受到暴風影響。
隨著香港轉吹東至東南烈風，天文台在9月15日凌晨12時35分改發八號東南烈風或暴風信號。天文台總部於凌晨12時42分至1時16分錄得最低瞬時海平面氣壓996.0百帕斯卡，期間巨爵在凌晨1時最接近香港，在香港之西南偏南約130公里掠過。巨爵在當天凌晨強度達到巔峰，接近中心最高持續風速為每小時140公里。天文台在凌晨3時55分同時發出黃色暴雨警告信號及新界北部水浸特別報告。隨著巨爵遠離，天文台在凌晨5時45分宣佈考慮在上午10時左右改發三號信號。香港風勢逐漸緩和，天文台在上午10時15分同時改發三號強風信號及取消新界北部水浸特別報告，當時巨爵集結在香港以西約260公里，並減弱為強烈熱帶風暴。5分鐘後，天文台在上午10時20分取消所有暴雨警告信號。香港風力進一步緩和，天文台在下午1時35分改發一號戒備信號，並在下午3時40分取消所有熱帶氣旋警告信號，巨爵亦減弱為熱帶風暴。
巨爵襲港期間，天文台測風網絡8個指定自動氣象站全部錄得強風，當中4個錄得烈風，其中1個更錄得暴風，代表三號及八號信號均達標，為採用此測風網絡以來第3次達標的八號信號，以及第3次錄得全面強風；但由於沙田只是剛好錄得強風，以及錄得強風時間太短暫，事後在天文台颱風巨爵報告中，沙田錄得強風之時間沒有紀錄。香港各區的風力均相當接近2008年颱風黑格比襲港時的風勢，當中機場錄得每小時87公里之10分鐘平均風速，逼近暴風程度，並超越2008年颱風鸚鵡的紀錄，是繼2003年颱風杜鵑正面吹襲香港後最猛烈。風暴期間，長洲、機場、西貢、啟德、青衣、打鼓嶺、濕地公園及沙田錄得最高10分鐘平均風速為每小時112、87、79、76、46、45、43及41公里。
風暴過後，下午2時，香港國際機場和西區海底隧道往屯門及大欖隧道交通因應天文台改發較低熱帶氣旋警告信號而嚴重癱瘓；同日上午，港島中上環、金鐘幾乎擠滿上班人龍；此外，大嶼山大澳繼2008年6月7日的空前暴雨及9月颱風黑格比吹襲後再次發生嚴重水浸，導致數名住戶緊急疏散。在巨爵的影響下，全港發生340宗塌樹、8宗水浸及6宗棚架鬆脫報告，共有74名市民受傷需前往急症室求醫。9月13日晚上初段的猛烈雷暴亦令大量自動氣象站被摧毀，其中長洲氣象站的2套測風儀器同告失靈，由於長洲是測風網絡8個參考自動氣象站之一，風向及風速資料對熱帶氣旋警告信號是否生效有關鍵作用，天文台於翌日立即派職員進行緊急維修。在天文台職員的努力搶修下，長洲的風速儀恢復運作，但風向儀無法安排修復，天文台決定提供長洲泳灘站的資料，自此長洲泳灘自動氣象站正式投入服務。

### 澳門

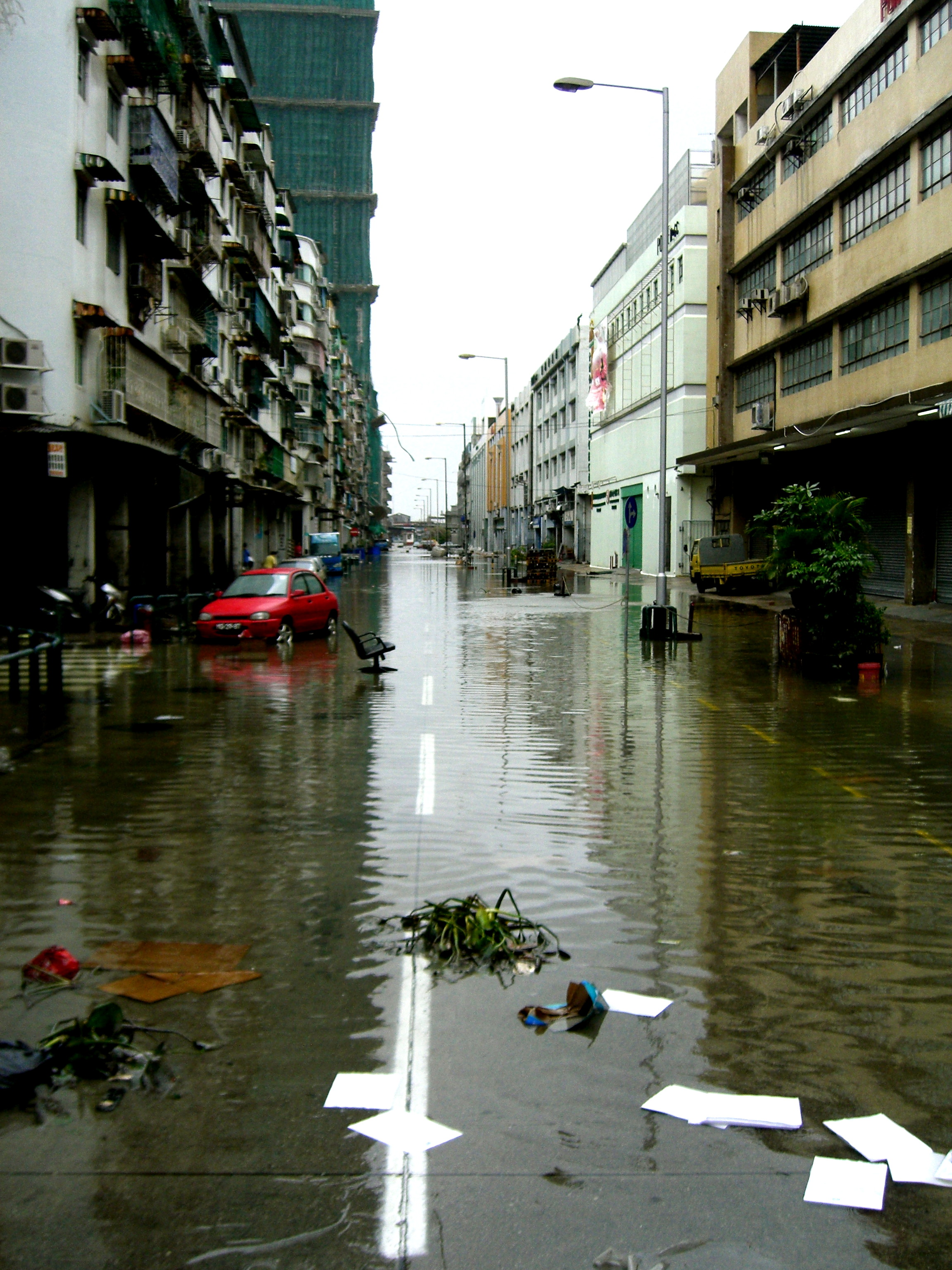
9月15日清晨時份受水淹的比厘喇馬忌士街，在此前最高水位曾超出路面1.15米

- 當地懸掛之最高熱帶氣旋信號：  八號東北風球 /   八號東南風球
- 當地發出之最高風暴潮警告：黑色風暴潮警告
- 最接近當地時間：2009年9月15日上午3時
- 最接近當地位置：澳門氣象局總部之西南偏南約70公里

地球物理暨氣象局於9月13日下午6時45分懸掛一號風球，並呼籲市民做好防風措施。氣象局在早上11時半宣佈，將於下午1時30分改掛三號風球，氣象局預料，已增強成為強烈熱帶風暴的巨爵會於9月14日初時最接近澳門，在澳門西南面掠過，氣象局會視乎情況考慮改掛更高風球，由於風暴潮影響，本澳低窪地區可能發生海水倒灌，氣象局將因應情況發出風暴潮警告。發出三號風球後表示於晚上9時或以前改掛八號風球。下午時份，氣象局發出黑色風暴潮警告，並於翌日午夜12時開始生效，預料在翌日清晨5時，水位將高於內港路面1.1米。預料受影響地區分別為內港、沙梨頭、青洲、關閘、台山、下環、新橋、西灣湖、筷子基、司打口、媽閣、新馬路中段至康公廟前地、三盞燈、紅街市、高士德、營地大街、葡文學校、下環街市、祐漢街市及黑沙環。離島的氹仔舊城區和路環市區亦可能受風暴潮影響。氣象局在晚上8時半懸掛八號東北風球，當時巨爵移至澳門之東南偏南約160公里。所有巴士、渡輪陸續停止服務。
9月15日午夜12時，颱風巨爵集結在澳門以南約110公里處﹝約北緯 21.2 度，東經 113.6 度﹞，以時速16公里的速度向西北偏西方向移動。氣象局預料八號風球將最少維持至15日清晨。氣象局於凌晨3時正改掛八號東南風球，當時巨爵最接近澳門，在氣象局總部之西南偏南約70公里掠過。雖然其進入了澳門100公里範圍內，已屬正面吹襲，而且澳門市面亦已經大致吹暴風或颶風，嘉樂庇總督大橋的持續風速一度接近颱風程度，但只維持了一段短時間，因此氣象局沒有懸掛更高風球。
受巨爵影響，澳門多處地區電壓不穩，部分大廈電力多次出現短缺中斷。凌晨4時15分至4時38分期間，西灣大橋電力亦一度中斷。
在凌晨4時，颱風巨爵集結在澳門氣象局總部之西南約80公里，氣象局表示，颱風巨爵正逐漸靠近本澳，預料八號風球將最少維持至當日早上。早上7時，巨爵集結在本澳以西約110公里，氣象局表示，颱風巨爵已於澳門以西沿岸登陸，上午9時前不會改掛較低風球，而黑色風暴潮警告仍然生效，根據水位監測站資料，內港沿岸一帶出現不同程度的水浸，內港站監測錄得水位高於路面0.4米至0.7米，而受風暴潮影響，預料水位會維持一段時間 。颱風巨爵實際對澳門造成的水浸程度，水位上升最嚴重是內港十六號碼頭一帶，最高時達到1.15米；而在氹仔黑橋街觀察站就記錄有0.46米；在路環的水位亦上升很急，達到了0.9米的水浸。氣象局於上午9時半改掛三號風球（比當時風暴距離較遠的香港改發三號信號時間早45分鐘）及取消所有風暴潮警告。在中午12時，氣象局表示，颱風巨爵已減弱為強烈熱帶風暴，當時巨爵集結在澳門以西230公里，以時速約20公里向西北偏西移動，已逐漸遠離澳門，但由於沿岸地區包括離島的風力仍然較大，未來數小時仍會維持懸掛三號風球。而所有風球於16時除下。
民防中心表示，直到早上6時30分，颱風“巨爵”共對本澳造成113宗事故。3人因颱風受傷；6宗水浸；19宗電箱著火冒煙；電力中斷4宗； 14人入住收容中心；1艘貨船拋錨；建築物損壞5宗；樹木及電線倒塌24宗等。後來再表示澳門市面出現10多宗塌石屎、簷蓬、棚架、樹木倒塌以及招牌、窗戶搖搖欲墜事故，有13人入住收容中心；風暴造成5人受傷、140多宗塌樹及塌棚架事故、近1700戶一度停電2小時。

#### 爭議
巨爵於15日凌晨3時最接近澳門，距離只有70公里。巨爵為一颱風，由於進入了距離澳門100公里範圍內，技術上已是「正面吹襲」，而且澳門市面亦已經大致吹暴風，而此時友誼大橋一分鐘平均風力一度錄得颶風，其後測風站出現故障，沒有顯示任何數據；嘉樂庇總督大橋一分鐘平均風力曾一度錄得颶風程度的持續風速，凌晨有數小時錄得接近颶風程度的持續風速，可懸掛九號風球。隨後巨爵亦於凌晨4時開始遠離澳門，氣象局沒有掛起九號風球。
此外，八號東南風球除下時間為上午9時半，比當時風暴距離較遠的香港除下時間早45分鐘；3年後終逼使澳門地球物理暨氣象局懸掛九號風球的強颱風韋森特，氣象局再犯同樣錯誤。

#### 雨量
| 氣象站         | 信號懸掛期間總雨量(毫米) |
| -------------- | ------------------------ |
| 大潭山         | 105.                     |
| 嘉樂庇總督大橋 |                          |
| 西灣大橋       |                          |
| 大砲台山       | 82.4                     |
| 孫逸仙紀念公園 | 96.6                     |
| 污水處理廠     | 92.2                     |
| 海事博物館     | 103.6                    |

### 中國大陸
當地發出之最高颱風預警信號： 颱風橙色預警信號（江門市、台山市、陽江市、陽西縣）
截至9月15日2時45分，廣東省共有4縣市發佈橙颱預警、14縣市發佈黃颱預警。中國氣象局指風暴於15日早上7時，在廣東省江門市台山市北陡鎮登陸。廣東東南沿海等地，從13日晚起將有狂風暴雨，而廣東省氣象局於14日22時30分啟動颱風應急預案二級響應，随后又将应急响应级别提升至最高的一级响应。
受风暴影响，9月14日16时30分开始，琼州海峡全线停航，连接海南与广东的粤海铁路轮渡同时停运，海口港有928辆汽车和3877位旅客滞留。至16日清晨6时45分，琼州海峡全线复航，滞留旅客也已全部疏散。
台风登陆后强度迅速减弱，15日10时减弱为强热带风暴，14时减弱为热带风暴，23时减弱为热带低压。
在15日17時，熱帶風暴巨爵集結在廣西南寧以東約230公里，預料向西北偏西移動，時速約20公里，進一步移入內陸並減弱。此后风暴进入广西境内，并于16日5时在广西武鸣县境内消失，8时中国中央气象台停止对巨爵进行编号。但对中国西南、华南的降水影响预计仍会持续。
在台风登陆前强降水集中于华南沿海地区，深圳、湛江和北海14日8时至15日8时24小时降水量均超过100毫米。台风登陆后，降水向西转移，15日海口、电白、阳江等地降水超过50毫米。
强降水一方面减轻了当地的旱情，同时也造成相当程度的破坏。广东台山上川岛通讯中断，深圳寶安國際機場多数航班延误、取消或者降落备降机场，造成近万名旅客滞留。9月15日深圳全市中小学及幼儿园停课一天。巨爵15日登陸台山後，出現洪水暴發和山泥傾瀉，4人被山泥掩埋死亡。羅定市有3人分別因房屋倒塌或遇到洪水死亡。17日總死亡人數增至9人，另9人失蹤。

## 熱帶氣旋警告使用紀錄

### 香港
| 香港天文台 熱帶氣旋警告信號 | 香港天文台 熱帶氣旋警告信號 | 香港天文台 熱帶氣旋警告信號 |
| --------------------------- | --------------------------- | --------------------------- |
| 上一熱帶氣旋                | 一號戒備信號                | 下一熱帶氣旋                |
| 熱帶風暴彩虹                | 一號戒備信號                | 颱風凱薩娜                  |
| 熱帶風暴彩虹                | 三號強風信號                | 颱風燦都                    |
| 強颱風黑格比                | 八號東北烈風或暴風信號      | 熱帶風暴杜蘇芮              |
| 強烈熱帶風暴天鵝            | 八號東南烈風或暴風信號      | 颱風納沙                    |
| 強烈熱帶風暴天鵝            | 八號烈風或暴風信號          | 颱風納沙                    |

### 澳門
| 地球物理暨氣象局 熱帶氣旋信號 | 地球物理暨氣象局 熱帶氣旋信號 | 地球物理暨氣象局 熱帶氣旋信號 |
| ----------------------------- | ----------------------------- | ----------------------------- |
| 上一熱帶氣旋                  | 一號風球                      | 下一熱帶氣旋                  |
| 熱帶風暴彩虹                  | 一號風球                      | 颱風凱薩娜                    |
| 熱帶風暴彩虹                  | 三號風球                      | 颱風凱薩娜                    |
| 強烈熱帶風暴天鵝              | 八號東北風球                  | 颱風納沙                      |
| 強烈熱帶風暴天鵝              | 八號東南風球                  | 颱風納沙                      |
| 強烈熱帶風暴天鵝              | 八號風球                      | 颱風納沙                      |

## 外部連結

### 氣象部門
- （英文）https://web.archive.org/web/20090826230250/http://metocph.nmci.navy.mil/jtwc.php 聯合颱風警報中心首頁
- （日語）http://www.jma.go.jp/jma/index.html （页面存档备份，存于） 日本氣象廳首頁
- （简体中文）http://www.weather.com.cn/static/html/topic_tf_915.shtml （页面存档备份，存于） 中国天气网台风巨爵专题
- （繁體中文）http://www.cwb.gov.tw （页面存档备份，存于） 中央氣象局首頁
- （英文）http://www.pagasa.dost.gov.ph/ （页面存档备份，存于） 菲律賓大氣地球物理和天文管理局首頁
- （中文）http://www.hko.gov.hk （页面存档备份，存于） 香港天文台首頁
- （中文）http://www.smg.gov.mo （页面存档备份，存于） 澳門地球物理暨氣象局首頁